# Monika Mann
Monika Mann (ur. 7 czerwca 1910 w Monachium, zm. 17 marca 1992 w Leverkusen) – niemiecka pisarka i felietonistka.

## Życiorys
Była czwartym z sześciorga dzieci Tomasza Manna i Kathariny Hedwig (z domu Pringsheim), siostrą Eriki, Klausa i Golo, Elizabeth i Michaela Mannów. 
Studiowała muzykę i historię sztuki we Florencji. Tam poznała węgierskiego-żydowskiego historyka sztuki Jenö Lányi. W 1938 przenieśli się do Londynu, gdzie w marcu 1939 wzięli ślub. 
We wrześniu 1940 płynęli z Liverpoolu do Kanady brytyjskim statkiem „City of Benares”, który został storpedowany przez niemiecką łódź podwodną U-48. Monika uratowała się, ale jej mąż zatonął. Rozbitków wziął na pokład angielski okręt wojenny i przetransportował do Szkocji. Stamtąd Monika popłynęła do Nowego Jorku na pokładzie statku „Cameronia”. Kolejne lata spędziła w Stanach Zjednoczonych u rodziny. 
W 1948 przebyła załamanie psychiczne; rodzina umieściła ją wtedy w hinduskim centrum medytacyjnym w La Crescenta koło Los Angeles, spędziła tam zaledwie kilka dni.  
W 1952 otrzymała obywatelstwo amerykańskie, jednak we wrześniu tego roku wróciła do Europy i zamieszkała w Rzymie. 

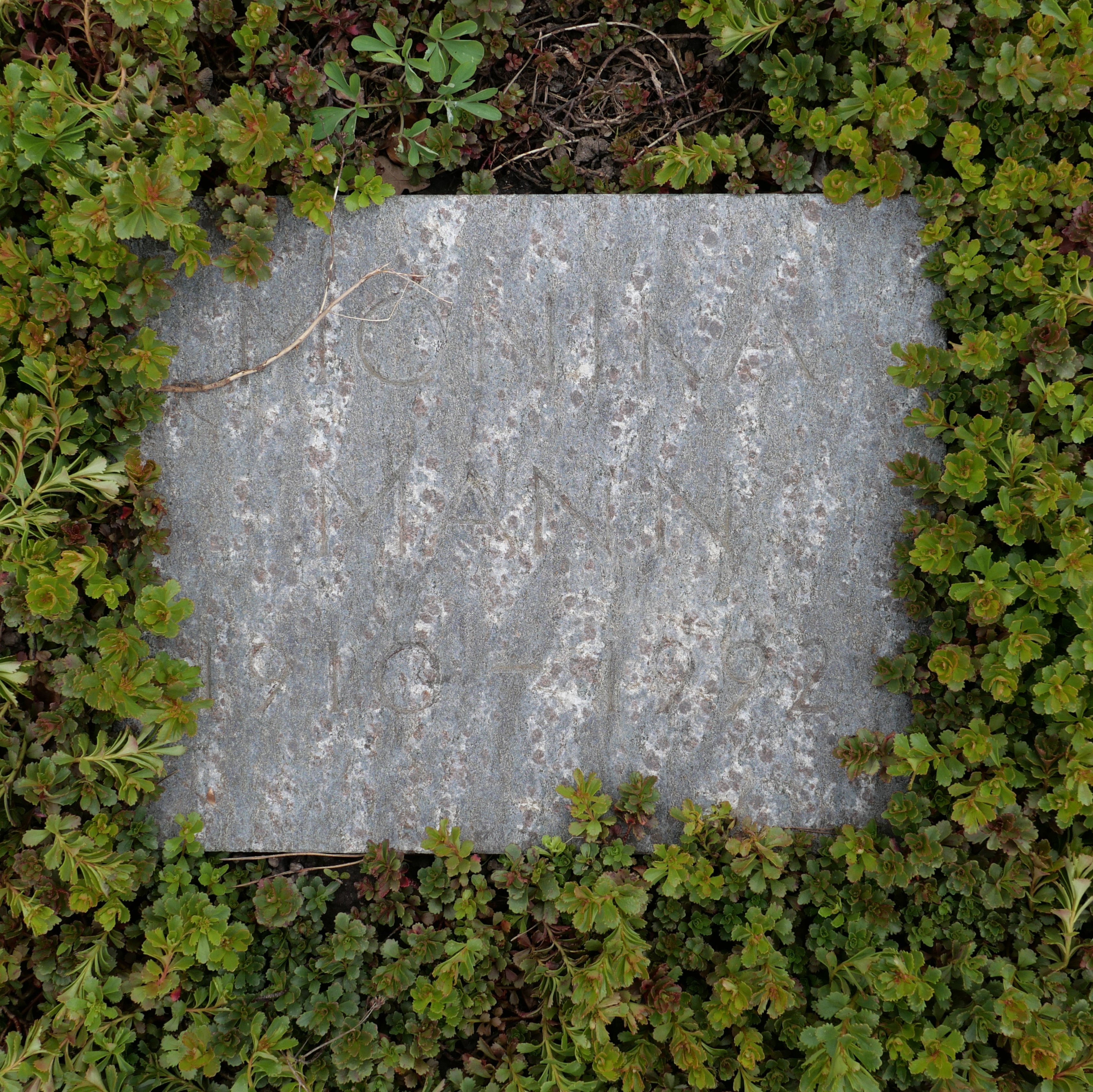
Grób Moniki Mann.

W 1955 napisała autobiografię Vergangenes und Gegenwärtiges (Przeszłość i teraźniejszość). Książka została opublikowana w 1956 równocześnie z książką siostry Eriki Mann Das letzte Jahr. Bericht über meinen Vater (Zeszły rok. Raport o moim ojcu). 
W końcu 1954 zamieszkała na Capri w Villi Monacone z rybakiem Antonio Spadaro, któremu poświęciła swoją kolejną książkę. W 1958 ponownie przyjęła obywatelstwo niemieckie. W 1986 po śmierci Antonia Spadaro, musiała opuścić Villę Monacone. Zamieszkała w Leverkusen w domu Ingrid Beck-Mann, wdowy po adoptowanym synu jej brata Golo Manna.
Zmarła 17 marca 1992 w Leverkusen; została pochowana w rodzinnym grobie na cmentarzu w Kilchbergu w Szwajcarii.

## Pisma (wybór)
- Vergangenes und Gegenwärtiges. 1956.

·        Monika Mann, Past and Present, translated by Frances F. Reid and Ruth Hein (New York: St. Martin's Press, 1960
- Der Start. 1960.
- Tupfen im All. 1963.
- Erinnerungen an Heinrich Mann. 1965 (wspólna praca z Karlem Lemke).
- Wunder der Kindheit. 1966.
- Der letzte Häftling. 1967.
- Inventionen. 1974.